# Рико, Карлос Эдуардо
Карлос Эдуардо Рико (исп. Carlos Eduardo Rico) (12 июля 1971, Мехико, Мексика) — известный мексиканский актёр-комик театра и кино.

## Биография
Родился 12 июля 1971 года в Мехико. Поступил в университет UNAM, спустя 5 лет его окончил и в дополнении к диплому получил ещё степень в области коммуникационных наук. Дебютировал в мексиканском кинематографе в 1990 году и с тех пор снялся в 12 работах в кино и телесериалах. Неимоверную популярность актёру принёс телесериал Страсти по Саломее, где он сыграл роль добродушного балагура Пиро и постоянно шутил с героем Ипполито, которого сыграл величайший Хайме Гарса и героиней Кикис, которую сыграла Росита Пелайо. Телесериал Страсти по Саломее был с успехом показан во многих странах мира и актёр вышел на мировой уровень. Кроме ролей в кино, актёр занят также и в театральных постановках.

## Фильмография

### Мексика

#### Телесериалы

##### Свыше 2-х сезонов
- 1985-2007 — Женщина, случаи из реальной жизни (17 сезонов)
- 1995-2007 — Другая роль

##### Televisa
- 2001-02 — Страсти по Саломее — Пиро.
- 2003-04 — Клетка — Нико.
- 2008-09 — Клянусь, что люблю тебя — комментатор.
- 2009-12 — Мы все к чему-то привязаны (2 сезона)
- 2012 — Кусочек неба

### США

#### Телесериалы
- 1997 — Проснись, Америка (2 сезона)
- 2002-03 — Дон Франсиско представляет (2 сезона)

## Театральные работы
- 1995 —
  - Дон Хуан Тенорио
  - СПИД без компромиссов

## Телевидение

### Реалити-шоу
- 2002-05 — Большой брат (принял участие в 3-м сезоне в 2004 году).

### Концерты и шоу
- 2002—07 — Фестиваль юмора.